# 하노버 리

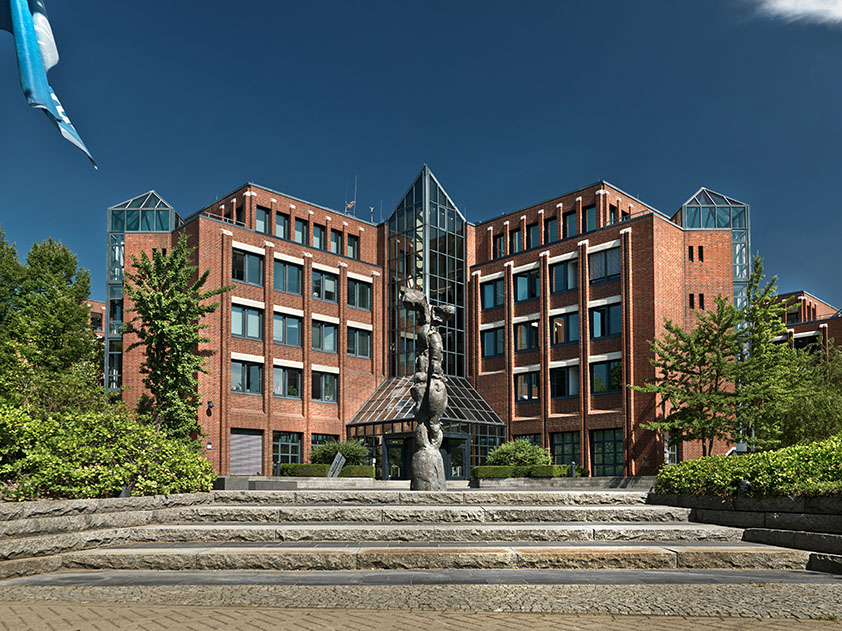
독일 하노버 본사 사옥

하노버 리 (독일어로 Hannover Rück SE)는 전 세계의 재보험그룹들 중 선도적인 위치를 차지하고 있으며, 영업보험료는 171억 유로 (2015년 기준)에 달한다. 본사는 독일, 하노버에 위치하고 있다.
1966년에 Aktiengesellschaft für Transport- und Rückversicherung (ATR)이라는 이름으로 설립되었다.
하노버 리는 손해 및 생명/건강 재보험의 모든 분야를 취급하고 있고 전 세계에 걸쳐 자회사, 지점, 연락사무소와 같은 연락망을 구축하고 있으며 전체 직원 수는 대략 2천5백명 정도이다. 독일 내 재보험 사업은 자회사인 E+S Rück이 담당하고 있다.
보험산업에 정통한 신용평가 기관들은 하노버리의 보험금 지급능력을 매우 우수한 상태라고 평가하고 있다 (스탠다드앤푸어스 AA- "Very Strong" 및 에이엠베스트 A+ "Superior").

## 참 조
1. 1 2 3 4 5 6  “Annual Report 2015” (PDF). Hannover Re. 2016년 3월 10일에 확인함.